# Olivia Reeves
Olivia Lynn Reeves (Lexington, 19 de abril de 2003) es una deportista estadounidense que compite en halterofilia.
Participó en los Juegos Olímpicos de París 2024, obteniendo una medalla de oro en la categoría de 71 kg. Ganó dos medallas en el Campeonato Mundial de Halterofilia, en los años 2023 y 2024, y una medalla de oro en los Juegos Panamericanos de 2023.
Estudió Sociología en la Universidad de Tennessee en Chattanooga.

## Palmarés internacional
| Juegos Olímpicos     | Juegos Olímpicos      | Juegos Olímpicos  | Juegos Olímpicos |
| Año                  | Lugar                 | Medalla           | Categoría        |
| -------------------- | --------------------- | ----------------- | ---------------- |
| 2024                 | París (Francia)       | Medalla de oro    | 71 kg            |
| Campeonato Mundial   |                       |                   |                  |
| Año                  | Lugar                 | Medalla           | Categoría        |
| 2023                 | Riad (Arabia Saudita) | Medalla de bronce | 71 kg            |
| 2024                 | Manama (Baréin)       | Medalla de oro    | 71 kg            |
| Juegos Panamericanos |                       |                   |                  |
| Año                  | Lugar                 | Medalla           | Categoría        |
| 2023                 | Santiago (Chile)      | Medalla de oro    | 81 kg            |